# Jonas Nordin (Skispringer)
Jonas Nordin (* 1982) ist ein ehemaliger schwedischer Skispringer, der für den IF Friska Viljor startete.

## Werdegang
Nordin begann seine internationale Karriere im März 2002 im Skisprung-Continental-Cup. Beim Sommerspringen in Falun gewann er erstmals als 30. Continental-Cup-Punkte. Am 2. März 2003 erreichte er mit dem 14. Platz in Ishpeming sein bestes Einzelresultat im Continental Cup. In der Folge blieb er jedoch ohne weitere Punkterfolge. Im September 2006 startete er in Örnsköldsvik noch einmal im FIS-Cup, konnte aber auch dort als 22. und 30. nicht überzeugen. Es waren seine letzten internationalen Starts.
Bei den Schwedischen Meisterschaften 2003 und 2006 gewann er jeweils den Titel von der Mittelschanze.
Jonas Nordin ist der ältere Bruder von Carl Nordin, welcher bis 2016 ebenfalls als Skispringer im aktiv war.

## Erfolge

### Continental-Cup-Platzierungen
| Saison  | Platz | Punkte |
| ------- | ----- | ------ |
| 2002/03 | 104.  | 053    |